# 白霓镇
白霓镇，是中华人民共和国湖北省咸寧市崇阳县下辖的一个乡镇级行政单位。

## 行政区划
白霓镇下辖以下地区：
古桥社区、小港村、浪口村、纸棚村、大塘村、龙泉村、油市村、白霓村、金星村、洪泉村、回头岭村、石山村、金龙村、严垅村、堰下村、白露村、谭家村、杨洪村、三溪村、大市村、余耕村、桥头村和后溪村。